# 广平府

广平府在直隶省的位置（1820年）

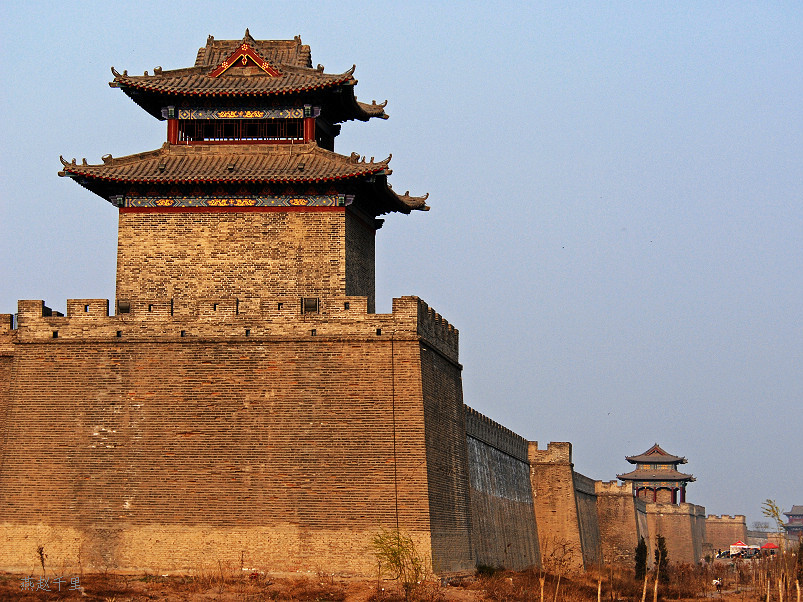
广府城

广平府，明朝初年设置的府，属于北平承宣布政使司。府治位于今邯郸市永年区广府城。
元朝称为广平路，直属于中书省。明朝洪武元年（1368年），改为广平府，治永年县（今河北省邯郸市永年区），属河南分省。洪武二年三月，改属北直隶。下领九县：永年县、曲周县、肥乡县、鸡泽县、广平县、成安县、威县、邯郸县、清河县。北距京师顺天府一千里。弘治四年（1491年），有户口二万七千七百六十四，人口二十一万二千八百四十六。万历六年，户口三万一千四百二十，人口二十六万四千八百九十八。
清朝雍正初年，怡亲王胤祥以滏河的缘故，奏请将磁州划入。终清一朝，领一州：磁州，九县：永年县、曲周县、肥乡县、鸡泽县、广平县、邯郸县、成安县、威县、清河县。考评：简。辛亥革命后，全国废府，故废。

## 延伸阅读
[在维基数据编辑]
 《欽定古今圖書集成·方輿彙編·職方典·廣平府部》，出自陈梦雷《古今圖書集成》